# Hermes Airlines
Hermes Airlines era una compagnia aerea charter greca con sede ad Alimos. Durante il suo periodo di attività operò diversi voli charter in Europa e nel Mediterraneo utilizzando il proprio marchio e per conto di altre compagnie aeree.

## Storia

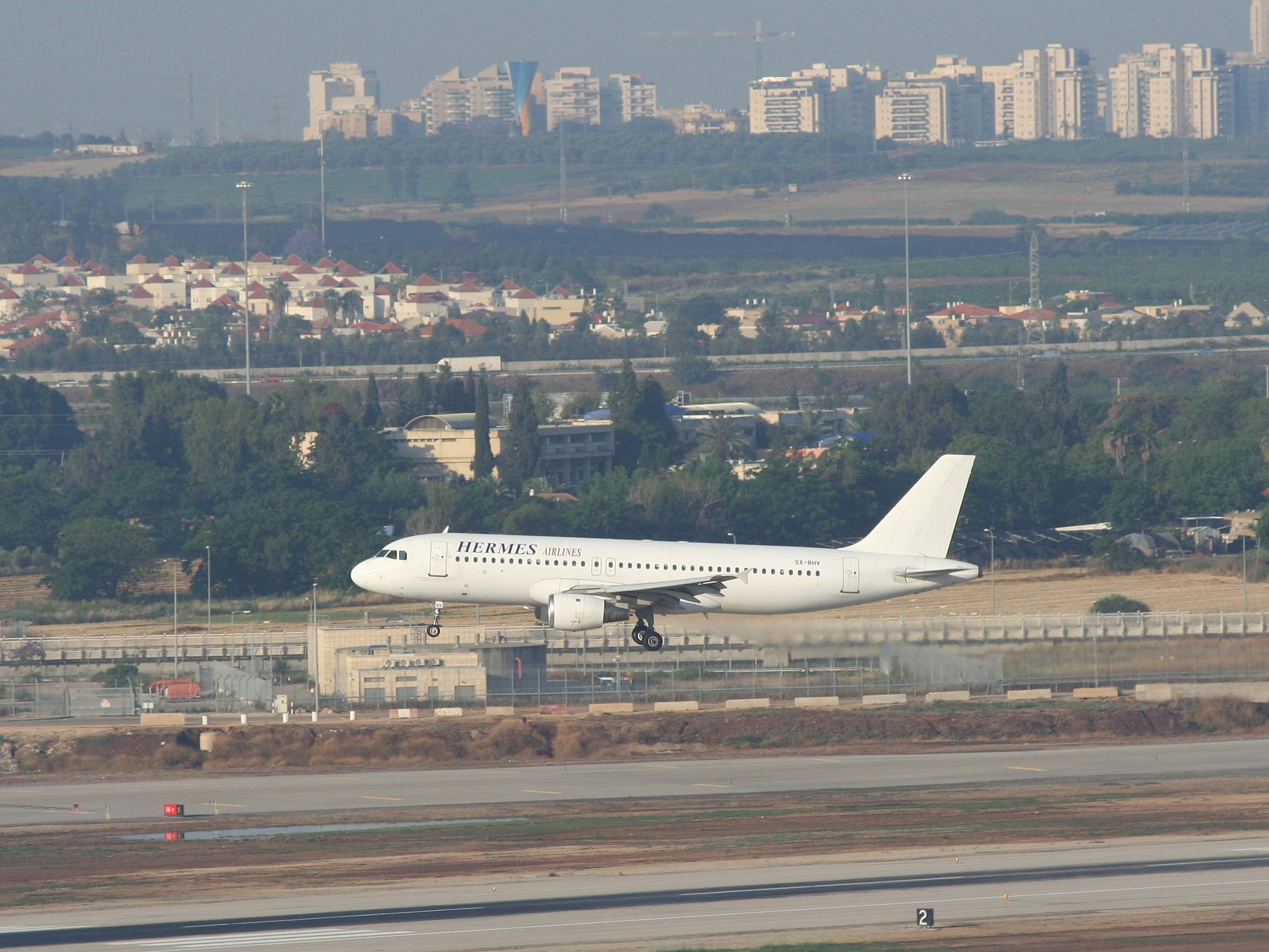
Un Airbus A320 di Hermes Airlines. A differenza degli altri aerei questo mostrava la livrea propria della Hermes invece di quella della sua azienda madre.

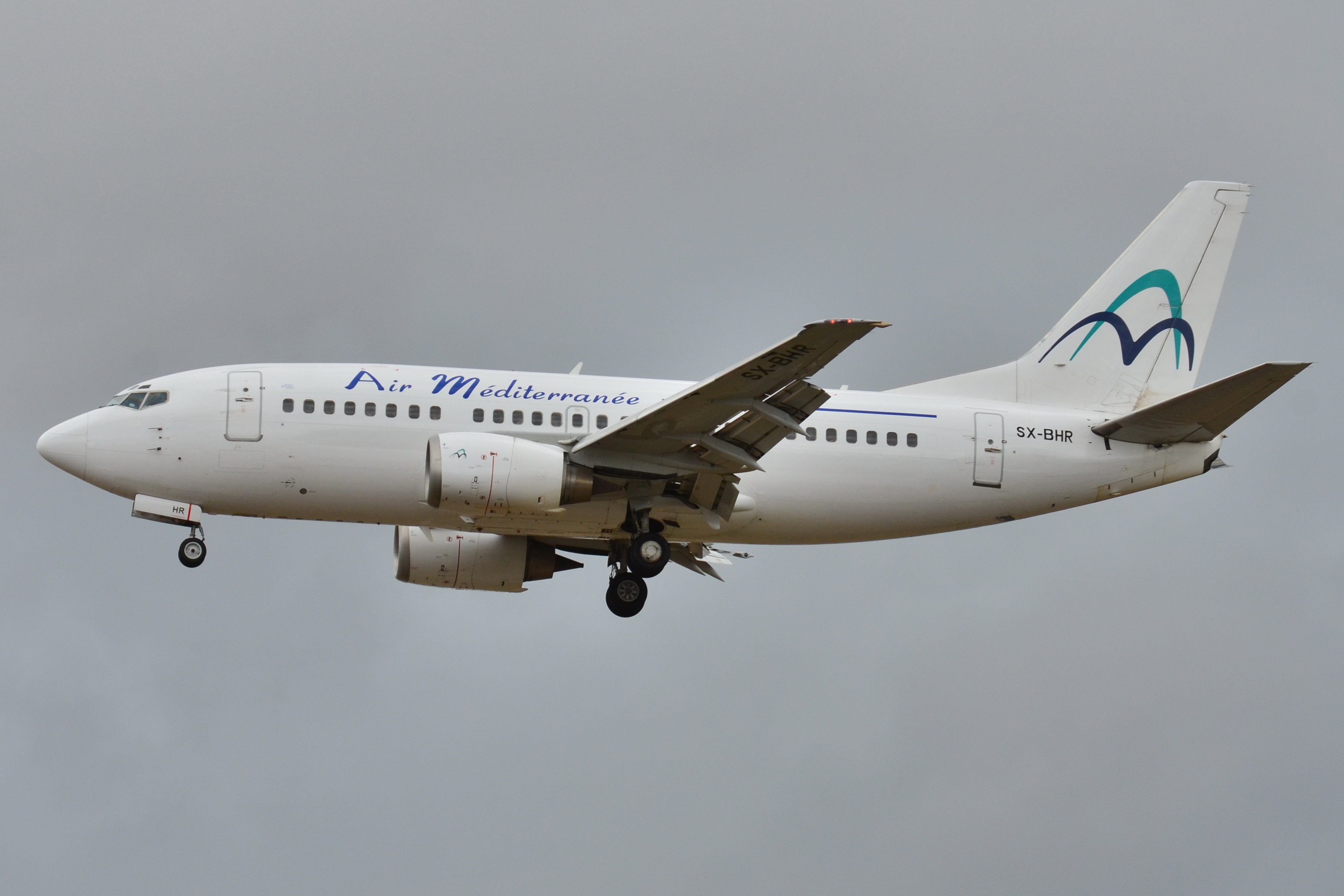
Uno degli unici due Boeing 737 di Hermes Airlines.

La compagnia aerea era stata originariamente costituita come sussidiaria di Air Méditerranée nel 2011. Nel febbraio 2016, Air Méditerranée fu messa in liquidazione; sebbene inizialmente Hermes Airlines confermò di non essere coinvolta dalla chiusura e di continuare ad operare, in realtà si troverà a interrompere ogni attività nel corso dello stesso mese.

## Flotta
Al febbraio 2016, la flotta di Hermes Airlines era composta dai seguenti aeromobili: